# Quatre Island
Quatre Island (Isle à Quatre) – wyspa w archipelagu Grenadyn, należąca do państwa Saint Vincent i Grenadyny.

## Geografia
Leży ona na południe od większej wyspy Bequia, a także w pobliżu Canouan i Mustique. Ma powierzchnię 1,52 km² oraz długość 3 km i szerokość 250 do 950 m. Najwyższy punkt sięga 146 m n.p.m., a średnia wysokość wynosi 38 metrów.

## Historia
Wyspę oryginalnie zasiedlili Francuzi. Na mocy traktatu paryskiego z 1763 wyspa razem Bequią i Canouan trafiła w ręce Brytyjczyków. Wyspa przez ponad 100 lat należała do rodziny Mitchell, a w 2007 roku została przez nich sprzedana za 100 mln dolarów. Planowane jest tam założenie luksusowego resortu.

## Klimat
Średnia roczna temperatura wynosi 28°C, maksymalna miesięczna – 31 °C, a najniższa miesięczna – 26°C. Najwyższe opady są w sierpniu i wrześniu, a najniższe – w lutym, marcu i kwietniu. Wyspa leży poza pasem zagrożenia huraganami, ostatni przytrafił się w 1955, wówczas po raz pierwszy od ponad 100 lat.